# Депортес Овайе
Депортес Овайе (на испански: Deportes Ovalle) е чилийски футболен отбор от Овайе, регион Кокимбо. Основан е на 1 януари 1963 г. под името Овайе Феровиариос. Това е един от отборите с най-много сезони във втора дивизия В турнира за Купата на Чили през сезон 2008/2009 поднася голяма изненада, превръщайки се в първия отбор от трета дивизия, стигнал до финал. Там обаче губи с 2:1 от Универсидад де Консепсион. Това е и най-големият успех на тима.

## Известни бивши футболисти
- Рудолфо Дубо
- Франсиско Андрес Силва Гахардо

## Успехи
- Примера Б:
  - Вицешампион (1): 1975
- Терсера Дивисион:
  - Шампион (1): 1993
- Копа Чиле:
  - Финалист (1): 2008/2009
- Кампеонато де Апертура де Сегунда Дивисион:
  - Финалист (2): 1971, 1979

## Рекорди
- Най-голяма победа: 10:0 срещу Депортес Брасил, Терсера Дивисион, 2006 г.
- Най-голяма загуба: 7:1 срещу Нюбленсе, Примера Б, 1967 г.
- Най-много поредни мачове без загуба: 14, 1973-1974 г.